# エア・ノバ
エア・ノバ（英:Air Nova）はかつてカナダに存在した航空会社。ノバスコシア州エンフィールドに本社を置いていた。

## 歴史
エア・ノバは1986年7月に創立され、カナダの大西洋地域の5つの都市を2機のデ・ハビランド・カナダ DHC-8-100を運航して結ぶサービスを開始した。DHC-8がさらに追加で導入されると、エア・ノバは商業的に成功し、さらにBAe 146が導入されるとカナダとアメリカ合衆国を結ぶ路線の運航を開始した。 1999年春にはエア・アライアンスを吸収合併し、同年にはスターアライアンスに加盟した。2001年にエア・カナダに吸収され、消滅した。

## 保有機材

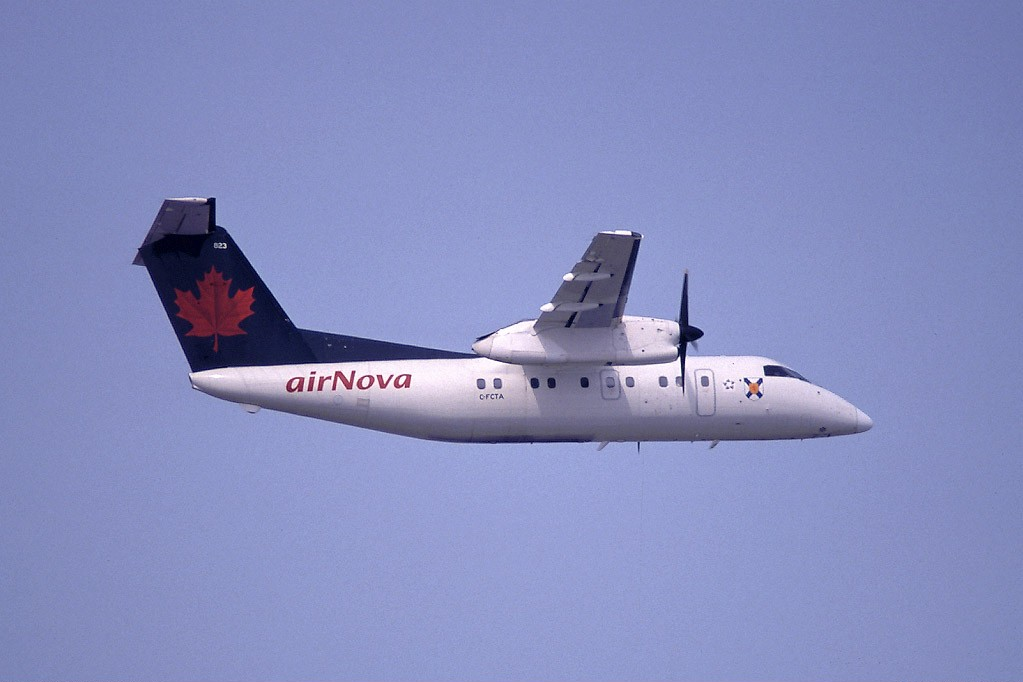
デ・ハビランド・カナダ DHC-8

- デ・ハビランド・カナダ DHC-8 Q100 24機
- BAe RJ Avro5機
- ビーチクラフト 1900D5機